# Суджуд
Суджу́д (от араб. سُجود‎ [sʊˈdʒuːd]) или са́джда (ُسجدة‎ [ˈsædʒdæh]) — земной поклон, совершаемый мусульманами во время салята, при чтении Корана (суджуд тилява) и в знак благодарности Аллаху (суджуд-шукр).

## Упоминание в священных писаниях
В Коране имеется сура, которую называют Ас-Саджда («Поклон»). Помимо этого суджуд упомянут в следующих аятах Корана: аль-Хаджж 22:18, аль-Фатх 48:29.

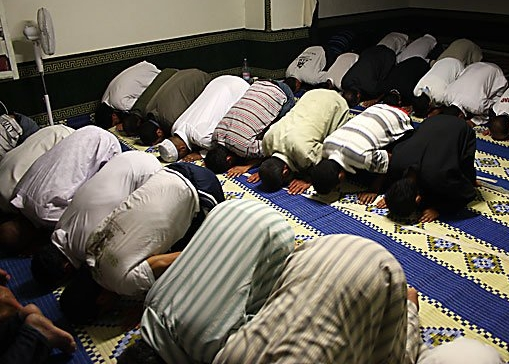
Суджуд во время намаза

Земной поклон (саджда) упомянут в Торе (Таурате) (Быт. 24:26; Исх. 4:31, 12:27, 34:8) и Евангелии (Инджиле) (Мф. 26:39; Мк. 14:35—36; Лк. 22:41—42).

## Порядок совершения

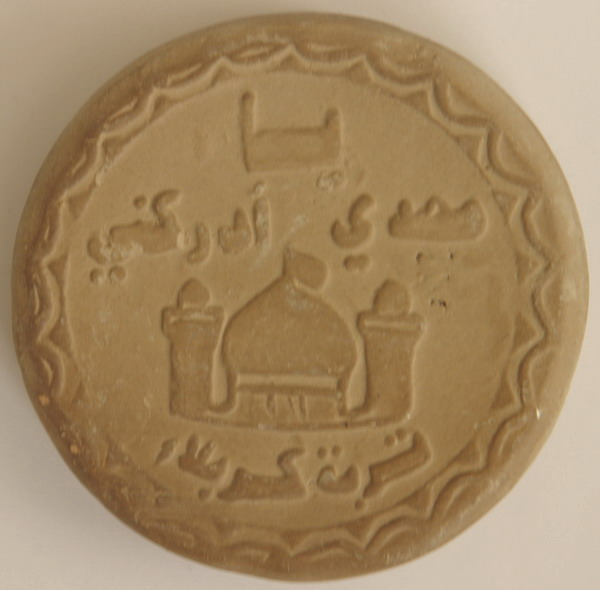
Турба для суджуда

При совершении земного поклона (саджда) мусульманин обязан прикоснуться к земле семью частями тела: лбом/носом, ладонями (или кулаками), коленями, пальцами ног.
Шииты джафаритского мазхаба в намазе при совершении земного поклона (саджда) кладут лоб на землю или камни (تربة حسينية‎, турба), либо на изделия, состоящие из них.
Существуют разные мнения относительно совершения саджда. Одни говорят опускаться на колени, потом опускать руки на землю, другие — сначала опустить руки на землю, потом опускаться на колени.

## Виды суджуда

### Саджда ас-сахв
Саджда ас-сахв (سجود السهو‎) — совершение дополнительных земных поклонов, если во время намаза молящийся допустил какую-либо ошибку в рукнах и ваджибах молитв.

### Суджуд ат-тилява
Суджуд ат-тилява (سجود التلاوة‎) — это один земной поклон, совершаемый во время чтения Корана в определённом месте. По ханбалитскому мазхабу в Коране имеются 11 аятов, при прочтении или слушании которых мусульманам необходимо совершать суджуд, а по мнению правоведов шафиитского мазхаба, к ним добавляются ещё 4 аята. По мнению имама Абу Ханифы, совершение суджудов во время чтения Корана является обязательным (ваджиб). Места, при чтении которых следует совершать суджуд тилява, в большинстве изданий Корана обозначаются символом ۩.

### Саджда аш-шукр
Суджуд аш-шукр (سجود الشكر‎) — это земной поклон, который мусульманин совершает в знак благодарности за избавление от какой-либо беды либо после какого-нибудь радостного события.